# Yannick Agnel
Yannick Agnel (født 9. juni 1992 i Nîmes, Frankrig) er fransk svømmer, der har specialiseret sig i fri på 100 m og 400 m. Han har siden 2006 svømmet i den sydfranske svømmeklub Olympic Nice Natation.